# Lijst van beschermd erfgoed in Ans
Onderstaande tabel geeft een overzicht van de beschermde erfgoederen in de gemeente Ans. Het beschermd erfgoed maakt onderdeel uit van het cultureel erfgoed in België.
| Object | Bouwjaar/architect | Deelgemeente | Adres | Coördinaten                   | Nummer?                | Afbeelding |
| --- | ------------------ | ------------ | --- | ----------------------------- | ---------------------- | --- |
| De boerderij van Hombroux en ensemble van de boerderij met de omliggende terreinen                                                          |                    |              | | 50° 40' 34" NB, 5° 31' 14" OL | 62003-CLT-0002-01 Info | |
| Uitbreiding van de site van de boerderij van Hombroux geclassificeerd per koninklijk decreet van 19 juni 1978                               |                    |              | | 50° 40' 33" NB, 5° 31' 18" OL | 62003-CLT-0003-01 Info | |
| Tweede uitbreiding van de classificatie van de site van boerderij van Hombroux en omgeving                                                  |                    |              | | 50° 40' 35" NB, 5° 31' 14" OL | 62003-CLT-0004-01 Info | |
| De totaliteit van het kasteel van Waroux, waaronder de gevels en daken van de boerderij, de site van het kasteel en de omliggende terreinen |                    |              | | 50° 40' 56" NB, 5° 29' 34" OL | 62003-CLT-0005-01 Info | De totaliteit van het kasteel van Waroux, waaronder de gevels en daken van de boerderij, de site van het kasteel en de omliggende terreinen |
| Boerderij "Cense dite de Monfort" |                    |              | rue de l'Yser, 200 : La cour pavée, les façades et toitures de l'immeuble (à l'exclusion de dépendences et annexes). | 50° 39' 34" NB, 5° 31' 24" OL | 62003-CLT-0007-01 Info | |
| Tumulus van Xhendremael en het terrein dat de tumulus omringd                                                                               |                    |              | | 50° 41' 50" NB, 5° 28' 41" OL | 62003-CLT-0008-01 Info | Tumulus van Xhendremael en het terrein dat de tumulus omringd                                                                               |
| Fort van Loncin |                    |              | rue des Héros 17 | 50° 40' 28" NB, 5° 29' 27" OL | 62003-CLT-0009-01 Info | Fort van Loncin |
| Tumulus van Xhendremael, archeologische site met de naam "Li Tombe di Hên'mâl"                                                              |                    |              | | 50° 41' 50" NB, 5° 28' 41" OL | 62003-PEX-0001-01 Info | Tumulus van Xhendremael, archeologische site met de naam "Li Tombe di Hên'mâl"                                                              |